# Аль-Джабалайн
«Аль-Джабалайн» (араб. نادي الجبلين) — саудівський футбольний клуб з міста Хаїль, заснований в 1959 році.

## Історія
Клуб виграв Перший дивізіон Саудівської Аравії у сезоні 1979/80 і вперше вийшов до вищого дивізіону. Там клуб провів два сезони і за результатами другого з них, 1981/82, покинув еліту.
Свій третій і останній раз у Про-лізі клуб грав протягом сезону 1984/85, але зайняв передостаннє місце і остаточно понизився у класі.

## Стадіон
Клуб грає свої домашні матчі на стадіоні імені принца Абдул Азіза бен Мусаеда, розділяючи арену зі своїм головним суперником по Хаїльському дербі, клубом «Ат-Тай».

## Досягнення
Перший дивізіон Саудівської Аравії
- Переможець (1): 1979-80
- Друге місце (1): 1983-84

Другий дивізіон Саудівської Аравії
- Переможець (1): 2017-18
- Друге місце (1): 2001-02

Третій дивізіон Саудівської аравії
- Переможець (1): 2014-15
- Друге місце (1): 1999-00